# Corydalis bibracteolata
Corydalis bibracteolata är en vallmoväxtart som beskrevs av Z. Y. Su. Corydalis bibracteolata ingår i släktet nunneörter, och familjen vallmoväxter. Inga underarter finns listade i Catalogue of Life.